# ماریا پیا کنته
ماریا پیا کُنته (ایتالیایی: Maria Pia Conte؛ زادهٔ ۱۰ مارس ۱۹۴۴) بازیگر اهل ایتالیا است.
از فیلم‌هایی که وی در آن نقش داشته‌است، می‌توان به زن سیسیلی و برهنه، تازه‌کار، زندان زنان، عجب دکتری بچه‌ها!، تونی آرزنتا، زن بی‌حیا، قرار ملاقات و آرنا اشاره کرد.